# Sobolówka
Sobolówka (ukr. Соболівка) – wieś na Ukrainie w rejonie romanowskim obwodu żytomierskiego.